# Kaffeine
Kaffeine (nicht: Caffeine) ist ein freier Mediaplayer für Linux. Das Programm ist unter der GNU General Public License veröffentlicht worden und kann somit kostenlos benutzt und verteilt werden. Es nutzt die Möglichkeiten der Benutzeroberfläche KDE und passt sich daher mit seinem Bedienkonzept und dem sogenannten „Look and Feel“ in diese Benutzerumgebung vollständig ein.

## Funktionsweise
Kaffeine ist ein reines Frontend. Das bedeutet, dass es zum Abspielen der Video- und Musikdaten keine eigenen Programmfunktionen mitbringt. Anfänglich griff Kaffeine stattdessen auf die xine-lib oder auf GStreamer zurück. Inzwischen setzt das Programm jedoch ausschließlich auf libvlc.

## Funktionen

### Medientypen
Da die Fähigkeit, bestimmte Medientypen abzuspielen, nicht von Kaffeine selbst abhängt, geht diese Liste auf die Fähigkeiten von libvlc zurück, mit dessen Hilfe Kaffeine unter anderem folgende Medientypen abspielen kann:
- Audio-CD/DVD-Video Wiedergabe
- VCD/SVCD Wiedergabe
- MP3/Ogg-Vorbis
- DVB (Digitalfernsehen)
- MPEG-1/MPEG-2/MPEG-4
- DivX/Xvid/QuickTime/RealMedia/Windows Media Audio und Video/Ogg Theora
- Matroska-Container

### KDE-Integration
Die zusätzlichen Funktionen von Kaffeine beschränken sich hauptsächlich auf die Integration in KDE:
- Vollständige Unterstützung von Drag and Drop
- Stückliste (Playlist)
- Lokale Speicherung eines Streams
- Untertitel-Unterstützung
- Umgang mit DVD-Menüs
- Netzwerkübertragung (Broadcasting)
- Unterstützung für Fernbedienungen mit LIRC
- Lesezeichen
- Export von Videoausschnitten als Bild (Schnappschuss/Screenshot)
- Verhinderung des Bildschirmschoners
- Anzeige der laufenden Titel im On-Screen-Display (OSD)
- Konqueror-Plugin/Mozilla-Plugin
- Equalizer
- Icon in der Systemleiste (Taskbar Notification Area)
- Vollbildmodus
- Minimalmodus (Verstecken der GUI-Elemente)
- Viele Übersetzungen

## Geschichte

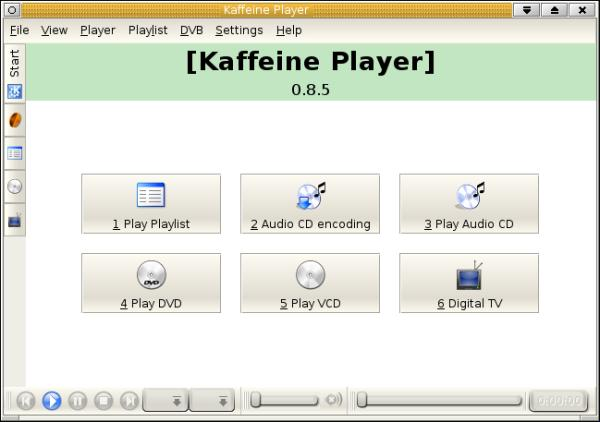
Kaffeine 0.8.5

Kaffeine wurde und wird von Jürgen Kofler entwickelt und unter den Bedingungen der Open-Source-Lizenz GNU General Public License (GPL) veröffentlicht. Der Programmname ist ein für KDE-Applikationen typisches Wortspiel (ein zusätzliches, beziehungsweise ein „C“ ersetzendes, „K“ im Namen) mit Caffeine, dem englischen Wort für Koffein. Ursprünglich konnte wahlweise statt xine auch GStreamer als Backend genutzt werden, diese Möglichkeit wurde allerdings wieder aus Kaffeine entfernt.
- 23. Juni 2003 Kaffeine 0.3.1 – Erste öffentliche Version
- 2. Juli 2003 Kaffeine 0.3.2
- 14. August 2003 Kaffeine in Gentoo
- 16. November 2003 Kaffeine 0.4.0
- 17. Januar 2004 Kaffeine 0.4.1
- 24. März 2004 Kaffeine 0.4.2
- 19. April 2004 Kaffeine betritt den Debian/unstable Zweig
- 3. Mai 2004 Kaffeine 0.4.3
- 13. Mai 2004 Kaffeine 0.4.3b
- 3. Oktober 2004 Kaffeine 0.5rc1 (Version 0.5 repräsentiert eine weitreichende Umstrukturierung von Kaffeine)
- 5. November 2004 Kaffeine 0.5rc2
- 23. Dezember 2004 Kaffeine 0.5
- 20. März 2005 Kaffeine 0.6 – DVB-Erweiterung
- 7. August 2005 Kaffeine 0.7
- 25. März 2006 Kaffeine 0.8
- 2. April 2006 Kaffeine 0.8.1
- 8. September 2006 Kaffeine 0.8.2
- 26. November 2006 Kaffeine 0.8.3
- 13. April 2007 Kaffeine 0.8.4
- 28. Juli 2007 Kaffeine 0.8.5
- 20. Januar 2008 Kaffeine 0.8.6
- 6. Juli 2008 Kaffeine 0.8.7
- 23. Mai 2009 Kaffeine 0.8.8 (letzte KDE3-Version)
- 31. Mai 2010 Kaffeine 1.0
- 1. September 2010 Kaffeine 1.1
- 4. April 2011 Kaffeine 1.2
- 7. August 2015 Kaffeine 1.3
- 29. Mai 2016 Kaffeine 2.0 (Portierung auf Qt5)